# 細尾歐白魚
細尾歐白魚（学名：Alburnus scoranza）為輻鰭魚綱鯉形目雅羅魚科歐白魚屬的其中一種，分布於歐洲阿爾巴尼亞、黑山、北馬其頓的斯卡達爾湖和奧赫里德湖流域，體長可達17.9公分，棲息在溪流、湖泊底中層水域，成群活動，以浮游性甲殼類為食，繁殖期會在礫石淺灘產卵，生活習性不明。

## 扩展阅读
維基物種上的相關：細尾歐白魚